# Lopholiparis flerxi
Lopholiparis flerxi är en fiskart som beskrevs av Orr 2004. Lopholiparis flerxi ingår i släktet Lopholiparis och familjen Liparidae. Inga underarter finns listade i Catalogue of Life.